# Get Lifted
Get Lifted — дебютный студийный альбом американского певца Джона Ледженда. Он был выпущен лейблами GOOD Music, Sony Urban Music и Columbia Records 28 декабря 2004 года в США. Исполнительным продюсированием занимался тогдашний менеджер Ледженда и босс лейбла GOOD Music Канье Уэст, который также выступил сопродюсером альбома вместе с Дэйвом Тозером, will.i.am и Дево Спрингстином. В альбоме также приняли участие Уэст, Snoop Dogg и Мири Бен-Ари.
Get Lifted был поддержан четырьмя синглами: «Used to Love U», «Ordinary People», «Number One» и «So High». Альбом получил в целом положительные отзывы от музыкальных критиков. Он дебютировал на седьмом месте в американском чарте Billboard 200, с продажами 116 000 копий за первую неделю. Позже альбом достиг своей вершины на четвёртом месте в чарте. На 48-й ежегодной церемонии вручения премии «Грэмми» альбом получил награду в номинации «Лучший альбом в стиле R&B» и принёс Ледженду ещё две награды — «Лучший новый артист» и «Лучшее мужское вокальное исполнение в стиле R&B» за его сингл «Ordinary People».

## Отзывы
| Оценки критиков      | Оценки критиков |
| Источник             | Оценка          |
| -------------------- | --------------- |
| AllMusic             | [ 1 ]           |
| Blender              | [ 2 ]           |
| Entertainment Weekly | A−              |
| The Guardian         | [ 4 ]           |
| NME                  | 8/10            |
| Pitchfork            | 8.8/10          |
| Rolling Stone        | [ 7 ]           |
| Spin                 | A−              |
| USA Today            | [ 9 ]           |
| Vibe                 | 5/5             |

Альбом получил в целом положительные отзывы музыкальной критики и интернет-изданий. BBC Music дал альбому положительную рецензию и назвал его «альбомом, который не только оправдал шумиху, но и возвысился над ней». Да, временами он представляет собой лоскутное одеяло прошлого, отфильтрованное через постоянно присутствующие влияния Ледженда, но качество его написания и исполнения, а также вклад его коллег делают его достойным наград и похвал, которые он по праву получил. Spin оценил альбом на пятёрку и сказал, что голос Ледженда «больше опирается на тонкость, чем на мелизму, а его звучание имеет чёткий импульс живого оркестра, а не статичность нео-соула». Uncut дал альбому три звезды из пяти и заявил, что Ледженд «представляет несколько интригующих новых вариаций на тему ретро R&B. …Джефф Бакли удивительно напоминает о себе в страстном и хрупком исполнении Ледженда». IGN поставил альбому 9,3 балла из десяти и назвал его «освежающей пластинкой, которая понравится любителям музыки» The Guardian поставил ему четыре звезды из пяти и назвал его «настоящей жемчужиной». Entertainment.ie также поставил четыре звезды и сказал о Ледженде: «Наверное, неудивительно, что у него такая большая голова, ведь его продюсер, гуру хип-хопа Канье Уэст, назвал его просто „будущим“. На самом деле, гораздо точнее было бы сказать, что он проделывает неплохую работу по обновлению прошлого». В своём Consumer Guide Роберт Кристгау присвоил альбому три звезды (3-star Honorable Mention); он выделил две песни с альбома («I Can Change» и «Live It Up») и сказал о Ледженде: «Для обычного человека-соул у него отличные мелодии».

## Список композиций
| №   | Название                                                  | Автор(ы)                                                   | Продюсеры                  | Длительность |
| --- | --------------------------------------------------------- | ---------------------------------------------------------- | -------------------------- | ------------ |
| 1.  | «Prelude»                                                 | John Stephens                                              | John Legend[a]             | 0:44         |
| 2.  | «Let's Get Lifted»                                        | Stephens Kanye West Rick Shobin                            | Kanye West Legend [a]      | 3:37         |
| 3.  | «Used to Love U»                                          | Stephens West                                              | West Legend [a]            | 3:30         |
| 4.  | «Alright»                                                 | Stephens West                                              | West Legend [a]            | 3:20         |
| 5.  | «She Don't Have to Know»                                  | Stephens William Adams Sylvester Stewart                   | will.i.am                  | 4:52         |
| 6.  | «Number One» (при участии Kanye West)                     | Stephens West Curtis Mayfield                              | West Legend [a]            | 3:18         |
| 7.  | «I Can Change» (при участии Snoop Dogg)                   | Stephens Dave Tozer Calvin Broadus                         | Tozer Legend [a]           | 5:01         |
| 8.  | «Ordinary People»                                         | Stephens Adams                                             | Legend                     | 4:41         |
| 9.  | «Stay with You»                                           | Stephens Tozer                                             | Tozer                      | 3:49         |
| 10. | «Let's Get Lifted Again»                                  | Stephens Tozer                                             | Tozer                      | 2:18         |
| 11. | «So High»                                                 | Stephens DeVon "Devo" Harris Paul Cho Leon Ware Pam Sawyer | Harris                     | 5:07         |
| 12. | «Refuge (When It's Cold Outside)»                         | Stephens Harris Cho                                        | Harris Cho [b]             | 4:13         |
| 13. | «It Don't Have to Change» (featuring The Stephens Family) | Stephens Tozer                                             | Legend                     | 3:23         |
| 14. | «Live It Up» (при участии Miri Ben-Ari)                   | Stephens Harris Tarrey Torae A. Hester                     | Harris Legend [a] West [a] | 4:35         |

| №   | Название                                                                          | Автор(ы)                                                                     | Продюсеры                                          | Длительность |
| --- | --------------------------------------------------------------------------------- | ---------------------------------------------------------------------------- | -------------------------------------------------- | ------------ |
| 15. | «So High» (Cloud 9 Remix при участии Lauryn Hill)                                 | Stephens Harris Cho Hill                                                     | Harris Wyclef Jean [b] Jerry "Wonda" Duplessis [b] | 5:07         |
| 16. | «Used to Love U» (9th Wonder Playmates Imagining Remix при участии Black Thought) | Stephens West Angela Winbush Herman Chainey René Moore Tarik Luqmaan Trotter | West Legend [a] 9th Wonder [b]                     | 3:29         |
| 17. | «Number One» (Obi Remix)                                                          | Stephens West Mayfield                                                       | West Legend [a] Obi [b]                            | 3:11         |
| 18. | «Let's Get Lifted Again» (Man-Man Remix при участии Killer Mike и Lil Wayne)      | Stephens Tozer Dwayne Carter Michael Render                                  | Tozer Roberts [b]                                  | 4:06         |
| 19. | «Ordinary People» (Man-Man Remix при участии Tems)                                | Stephens Adams                                                               | Legend Roberts [b]                                 | 4:49         |
| 20. | «Refuge (When It's Cold Outside)» (Man-Man/The Imports Remix при участии Simi)    | Stephens Harris Cho Simisola Bolatito Ogunleye                               | Harris Cho [b] The Imports [b] Roberts [b]         | 3:13         |
| 21. | «Do What I Gotta Do»                                                              | Stephens Kanye West Clarence Paul Morris Broadnax Stevie Wonder              | West Tozer                                         | 3:17         |
| 22. | «She Don't Have to Know» (Man-Man Remix)                                          | Stephens Adams Stewart                                                       | will.i.am Roberts [b]                              | 4:50         |
| 23. | «Money Blown»                                                                     | Stephens Tozer                                                               | Tozer                                              | 4:40         |
| 24. | «Johnny's Gotta Go»                                                               | Stephens Tozer                                                               | Legend                                             | 3:22         |
| 25. | «It Don't Have to Change» (Man-Man Remix при участии The Stephens Family)         | Stephens Tozer                                                               | Legend Roberts [b]                                 | 2:52         |
| 26. | «Just in Time»                                                                    | Stephens                                                                     | Tozer                                              | 5:28         |

Замечания
- ↑  продюсер
- ↑  дополнительный продюсер

## Чарты
| Чарт (2004—2006)                       | Высшая позиция |
| -------------------------------------- | -------------- |
| Австралия (ARIA)                       | 36             |
| Австралия (Urban Albums, ARIA)         | 10             |
| Бельгия/Валлония (Ultratop)            | 43             |
| Дания (Hitlisten)                      | 33             |
| Нидерланды (Album Top 100)             | 5              |
| Франция (SNEP)                         | 53             |
| Ирландия (IRMA)                        | 42             |
| Италия (Classifica album)              | 17             |
| Новая Зеландия (RMNZ)                  | 35             |
| Норвегия (VG-lista)                    | 1              |
| Швеция (Sverigetopplistan)             | 2              |
| Швейцария (Schweizer Hitparade)        | 65             |
| Китайская Республика (Five Music)      | 18             |
| Великобритания (UK Albums Chart)       | 12             |
| Великобритания (UK R&B Albums Chart)   | 2              |
| США (Billboard 200)                    | 4              |
| США (Billboard Top R&B/Hip-Hop Albums) | 1              |

## Сертификации
| Регион                                                      | Сертификация  | Продажи   |
| ----------------------------------------------------------- | ------------- | --------- |
| Австралия (ARIA)                                            | Золотой       | 35 000^   |
| Канада (Music Canada)                                       | Золотой       | 50 000^   |
| Ирландия (IRMA)                                             | Золотой       | 7500^     |
| Нидерланды (NVPI)                                           | Золотой       | 40 000^   |
| Великобритания (BPI)                                        | Платиновый    | 490,199   |
| США (RIAA)                                                  | 2× Платиновый | 2,100,000 |
| ^ Данные о тиражах приведены только на основе сертификации. |               |           |